# Chthonios (Sohn des Poseidon)
Chthonios (altgriechisch Χθόνιος Chthónios) ist in der griechischen Mythologie ein Sohn des Poseidon und der Syme, der Tochter des Ialysos.
Diodor berichtet, dass unter der Führung des Chthonios von Knidos aus die karische Insel Syme besiedelt wurde.